# Atlantic (Iowa)
Atlantic è una città degli Stati Uniti, situata nella Contea di Cass nello Stato dell'Iowa. È stata fondata nell'ottobre del 1868.

## Geografia fisica
Atlantic è situata a 41°24′05″N 95°00′39″W (41,401404 -95.010867). La città ha una superficie di 21,63 km² di cui 21,54 coperti da terra e 0,09 coperti d'acqua. Atlantic è situata a 369 m s.l.m.

## Società

### Evoluzione demografica
Al censimento del 2010, Atlantic contava 7.112 abitanti e 1.906 famiglie. La densità di popolazione era di 328,8 abitanti per chilometro quadrato. La composizione razziale contava il 97% di bianchi, lo 0,2% di afro americani, lo 0,3% di nativi americani, lo 0,3% di asiatici, lo 0,5% di isolani del Pacifico e l'1% di altre razze. Ispanici o latini erano il 2,6% della popolazione residente.
Il 22,6% della popolazione aveva meno di 18 anni, il 7,1% aveva dai 18 ai 24 anni, il 20,9% aveva dai 25 ai 44 anni, il 27,1% aveva dai 45 ai 64 anni e il 22% aveva più di 65 anni.